# Mesochorus lydae
Mesochorus lydae là một loài tò vò trong họ Ichneumonidae.